# Teatre èpic

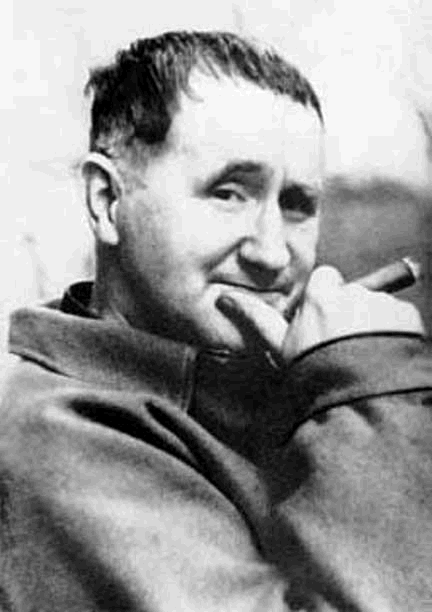
Retrat de Bertolt Brecht

El teatre èpic és un terme encunyat per Bertolt Brecht per la seva teoria del teatre, desenvolupada en escrits teòrics, obres dramàtiques i muntatges. Essencialment el teatre èpic s'oposa al teatre tradicional, rebutja la identificació de l'espectador amb l'heroi (exigeix en canvi una actitud crítica), i la identificació de l'actor amb el seu personatge. El teatre èpic no reprodueix situacions o processos socials, sinó que els descobreix, provocant en l'espectador la sorpresa davant la realitat que se li presenta en escena. Per crear la distància que provoca la sorpresa, el teatre èpic utilitza mitjans de distanciament com la forma de la faula o la paràbola i la seva simplificació accentuada, cartells, projeccions, discursos al públic que interrompen el diàleg i afavoreixen la crítica, canvi d'escenografia davant els ulls del públic per trencar la il·lusió teatral, canvi de llums, etc.
Amb relació a l'efecte de distanciament, Brecht proposa, en el teatre èpic, externalitzar l'expressió i el comportament dels personatges d'una obra per tal de mostrar les característiques essencials de la societat. Aquestes característiques permeten treure conclusions per tal de reflexionar sobre les circumstàncies socials. Al distanciar-se de la imitació i la empatia, aquest gest social permet als espectadors l'oportunitat de criticar el comportament humà des d'un punt de vista objectiu.

## Orígens
Bertolt Brecht, com a experimentador, estava interessat en els reptes que presentaven les variants demandes de la tecnologia i la història, convertint allò familiar en estrany (tal com també feia en les seves obres) per tal que l'audiència percebés els principis de la realitat governamental i s'adonés de com els manipulaven.
El teatre èpic o teatre del distanciament va sorgir, fonamentalment, com a contrast del teatre aristotèlic, que era aleshores anomenat teatre burgès. Aquest últim buscava, sobretot, reforçar la il·lusió teatral. Volia fer entrar l'espectador en la ficció a través de a la identificació amb l'actor. Contràriament, el teatre èpic buscava explicar una història que ensenyés alguna cosa sobre el món, sobre la qual l'espectador es mantingués expectant però sense oblidar-se que no s'hi trobava dins. Els punts de vista de Brecht no deriven d'una individualitat psicològica, sinó que remeten a emplaçaments determinats per relacions socials classistes. Aquesta naturalesa "artificial" impedia fixar la situació en una realitat naturalitzada, mostrant en canvi el caràcter dinàmic de l'estructura social i la capacitat transformadora que la comprensió dels fets podia exercir sobre l'acció concreta.
Bertolt Brecht rep influències d'apostes tècniques prèvies, com les de Vsévolod Meierhold en el teatre i les de Serguei Einsestein des del cinema. Concretament Einsestein, amb la formulació del «muntatge d'atraccions» va desemmascarar el procés constructiu del relat cinematogràfic, component una dialèctica entre elements (atraccions) a través de la dinàmica entre el xoc semàntic per associació d'imatges (canvis quantitatius) i el salt patètic (a la utilització dels primers plans) com a ruptura que permet el pas a una nova dimensió de la narració (canvi qualitatiu). El cineasta rus va dotar al cinema d'una gramàtica que obligava l'espectador a tenir un tipus de pensament més proper a la racionalitat lògica del discurs verbal que a l'empatia sensible de la imatge, valor que Brecht dona al teatre èpic.

## Objectius i tècniques
El teatre èpic és un teatre de peces didàctiques que gràcies a la simplificació de la trama s'acosta a l'intercanvi entre espectador i actor i viceversa. Per fer-ho segueix diferents tècniques que remeten als seus objectius respectius:

### Figura del protagonista
La figura de l'heroi s'altera substituint l'heroi tràgic per l'heroi pensant o inclús savi. S'aconsegueix agregant als esdeveniments que es posen en escena un tercer personatge que no intervé en l'acció i que és observador sobri, "pensant", a través del qual s'estableix una dialèctica amb l'espectador.

### Focalització en l'experiència
Un aspecte fonamental del teatre èpic és la voluntat de tenir un públic relaxat allunyant-se d'escenes sensacionalistes. Una manera d'assolir aquest objectiu és partint d'una faula; com que la tensió està més concentrada en el nus que en el desenllaç (ja que els esdeveniments són coneguts prèviament), el públic presta més atenció als successos en particular de la trama. La focalització en l"experiència” s'aconsegueix amb la descomposició de l'espectre de la “vivència” evitant així l'excitació del públic, a més, manté el drama social lliure dels efectes que la compenetració comporta.
El teatre èpic de Brecht es contraposa al teatre dramàtic, del qual es reconeix com a teòric a Aristòtil. La dramatúrgia brechtiniana elimina la catarsi aristotèlica, ja que l'estat relaxat del públic no dona lloc a una compenetració de l'espectador i evita el fet de provocar sorpresa i admiració. Així doncs, el teatre èpic no ha de desenvolupar accions sinó representar accions. Però la representació en aquest cas no és la reproducció de les situacions, és el seu descobriment i estranyament, que s'aconsegueix a través de la interrupció del procés de l'acció. Aquest element permet incloure cites. La citació essencial del teatre èpic és la del gest, ja que és per definició un teatre gestual. Com més freqüentment interrompem al que actua, millor rebrem el seu gest.

### Autoconsciència o autoreflexió estètica
Una forma fonamental és la del «xoc» amb la qual es distingeixen les situacions diferenciades de la peça. Sorgeixen així intervals que més aviat perjudiquen la il·lusió del públic. Paralitzen la seva disposició a compenetrar-se. Aquests intervals estan reservats per tal que adoptin una posició crítica. (Respecte del comportament representat pels personatges i de la manera com ho representen). La figura de l'actor ha de reservar-se la possibilitat de sortir-se del paper artísticament. No ha de descartar la possibilitat, en el moment donat, fer el paper del «pensant» (sobre el seu paper). La manera d'actuar en el teatre èpic permetrà conèixer sense imposicions fins a quin punt són idèntics en aquest camp l'interès artístic i polític. Aquesta estratègia que pretén conjurar la concepció realista de l'art com a mer reflex, o representació transparent de la realitat, s'evidencia en l'obra de Brecht en l'intent d'explicitar la construcció teatral de posada en escena per mitjà de cartells i per la teoria de la interrupció de l'acció i el distanciament, que permetria la presa de consciència crítica de l'espectador.

### Simultaneïtat, juxtaposició o muntatge
La ruptura de la temporalitat cronològica en Brecht adquireix la forma de l'episòdic, trenca amb la progressió causal a favor d'un present continu o un il·lació conceptual. Potser també aquesta característica fonamenta el gust de l'autor per les històries clàssiques, com si aquestes pel moviment present de l'escena es despullessin del seu embolcall històric i fossin capaços de revelar l'experiència que sedimenta en el present social.

### Paradoxa, ambigüitat i incertesa
Davant la crisi de les nocions d'unitat, veritat i totalitat, Brecht explora un món construït a partir de perspectives relatives. El caràcter fragmentari del temps s'homologa al tractament del relat, el qual abandona la figura del narrador omniscient i la reemplaça per una constel·lació de punts de vista que en tant parcials són també necessàriament fal·libles. És per aquesta estratègia d'enunciació que es trenca la identificació tranquil·litzadora de l'espectador amb la figura omnipotent de l'enunciador i en el seu lloc promou la presa de posició de l'espectador en relació als personatges -elecció aquesta que no garanteix el domini de la situació.

## Influència al cinema
El teatre èpic ha influït en altres camps més enllà del teatre a partir de l'efecte de distanciament. Diversos cineastes com Jean-Luc Godard i Rainer Werner Fassbinder, influenciats per Brecht, han utilitzat aquest efecte en les seves pel·lícules. Godard, l'any 1960 amb la pel·lícula Al final de l'escapada (À bout de Souffle), utilitza talls secs en el seu muntatge i la no sincronització del so per recordar al espectador el joc de producció. Fassbinder en Katzelmacher, l'any 1969, utilitza llargs plans en els quals els personatges estan immòbils davant d'un fons blanc, sense emoció i amb un diàleg quotidià. Aquesta pel·lícula no obeeix cap mena de convenció establerta al cinema anteriorment i no té en consideració les expectacions del públic.
Un dels cineastes moderns més populars que utilitza aquest efecte de distanciament és Michael Haneke, que presenta el cinema com un art en contra de la televisió i de Hollywood. El cineasta utilitza aquests mètodes brechtonians per evitar que l'espectador obtingui la quantitat d'informació necessària per a empatitzar amb els personatges o d'endinsar-se en la història, fent-los alhora més conscients i crítics davant la narrativa. Es poden veure algunes mesures de distanciament en les seves cintes La pianista (Le Pianiste), Funny Games o Code inconnu: Récit incomplet de divers voyages com per exemple; fer que els personatges parlin mirant a càmera, crear llargues escenes sense veure un dels actors o distorsionar el temps argumental.